# Битка код Лојтена
Битка код Лојтена вођена је 5. децембра 1757. године између аустријске и пруске војске. Део је Седмогодишњег рата, а завршена је пруском победом.

## Битка
Пошто је 5. новембра тукао Аустријанце код Росбаха, Фридрих II Велики је са око 35.000 људи кренуо против Аустријанаца који су у међувремену продирали у Шлезију. И поред бројчане надмоћи противника (65.000 људи), Фридрих се одлучио за напад. Карло Лотариншки је заузео положај за одбрану. И поред бројчане инфериорности, Фридрих је заузимањем положаја створио релативну надмоћност. Пруски батаљони ређали су плотуне један за другим. Аустријски пукови прве линије нису могли издржати ватрену линију те се у нереду повлаче, а за њима и други борбени ред. Пруси су напали успаничену масу дубоку местимично до 100 редова. Под тим условима није могла доћи до изражаја аустријска надмоћност. Око 15 часова и 30 минута, Лојтен је пао у пруске руке. Међутим, аустријске снаге нису се могле одбацити. Битка је дошла до мртве тачке. Одлука је касније пала на десно аустријско крило које је разбијено. Пруси су изгубили 223 официра и 6159 војника. Аустријанци - 3000 погинулих, 6-7000 рањених и преко 12.000 заробљених.